# Uroplatus guentheri
Uroplatus guentheri är en ödleart som beskrevs av  François Mocquard 1908. Uroplatus guentheri ingår i släktet Uroplatus och familjen geckoödlor. Inga underarter finns listade i Catalogue of Life.
Denna geckoödla förekommer med flera från varandra skilda populationer i västra Madagaskar. Den lever i låglandet och i kulliga regioner upp till 120 meter över havet. Alla revir tillsammans är uppskattningsvis 3500 km² stort. Habitatet utgörs av ganska torra lövfällande skogar. Exemplaren klättrar i träd och buskar. Honor lägger klotrunda ägg.
Beståndet hotas av skogarnas omvandling till jordbruks- och betesmarker samt av bränder. IUCN kategoriserar arten globalt som starkt hotad.

## Bildgalleri

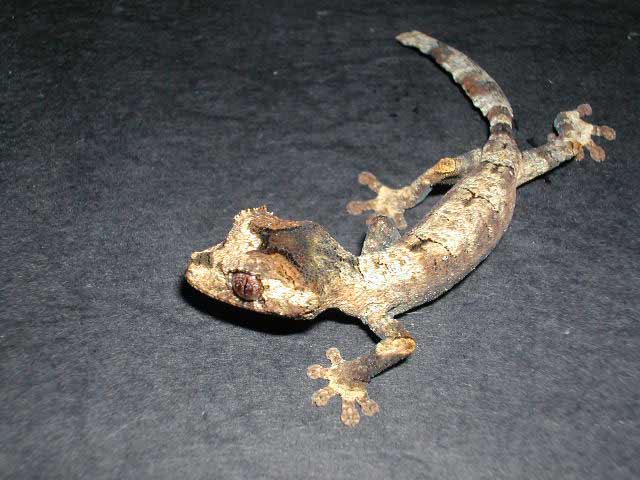